# Stefan Hristov
Stefan Hristov (tiếng Bulgaria: Стефан Христов; sinh 28 tháng 8 năm 1989) là một cầu thủ bóng đá Bulgaria thi đấu ở vị trí tiền đạo cho Vitosha Bistritsa.

## Sự nghiệp
Vào tháng 1 năm 2014, Hristov gia nhập Lyubimets 2007. Anh ra mắt tại A Group trong thất bại 0–2 trên sân nhà trước Lokomotiv Plovdiv ngày 22 tháng 2.
Vào tháng 6 năm 2014, Hristov ký hợp đồng với Spartak Pleven. Anh ghi 5 bàn tại Sân vận động Pleven trong chiến thắng hủy diệt 7–0 trước Sitomir Nikopol ngày 16 tháng 11 năm 2014. Anh ra sân 23 lần trong mùa giải 2014–15 và đạt danh hiệu vua phá lưới 29 bàn ở giải hạng ba  và giúp đội bóng thăng hạng B Group.
Ngày 8 tháng 1 năm 2016 Boncho Genchev thông báo rằng Hristov is gia nhập Etar Veliko Tarnovo, giúp đội thăng hạng B Group.
Ngày 30 tháng 12 năm 2016, Hristov ký hợp đồng với Vitosha Bistritsa.